# Miếu Bà Chúa Xứ Núi Sam
Miếu Bà Chúa Xứ Núi Sam tọa lạc nơi chân núi Sam, trước thuộc xã Vĩnh Tế, nay thuộc phường , Núi Sam thành phố Châu Đốc, tỉnh An Giang, Việt Nam.

## Lịch sử
Miếu Bà Chúa Xứ Núi Sam là một di tích (lịch sử, kiến trúc và tâm linh) quan trọng của tỉnh và của khu vực.
Việc thờ cúng Bà Chúa Xứ (主處聖母, Chúa Xứ Thánh Mẫu) được xem là trong tín ngưỡng thờ Mẫu Việt Nam. 
Lễ hội Vía Bà Chúa Xứ Núi Sam được tổ chức trang trọng từ ngày 23 đến 27 tháng 4 âm lịch hàng năm, và được Bộ Văn hóa Thông tin và Tổng cục Du lịch Việt Nam công nhận là Lễ hội cấp Quốc gia từ năm 2001.

## Kiến trúc

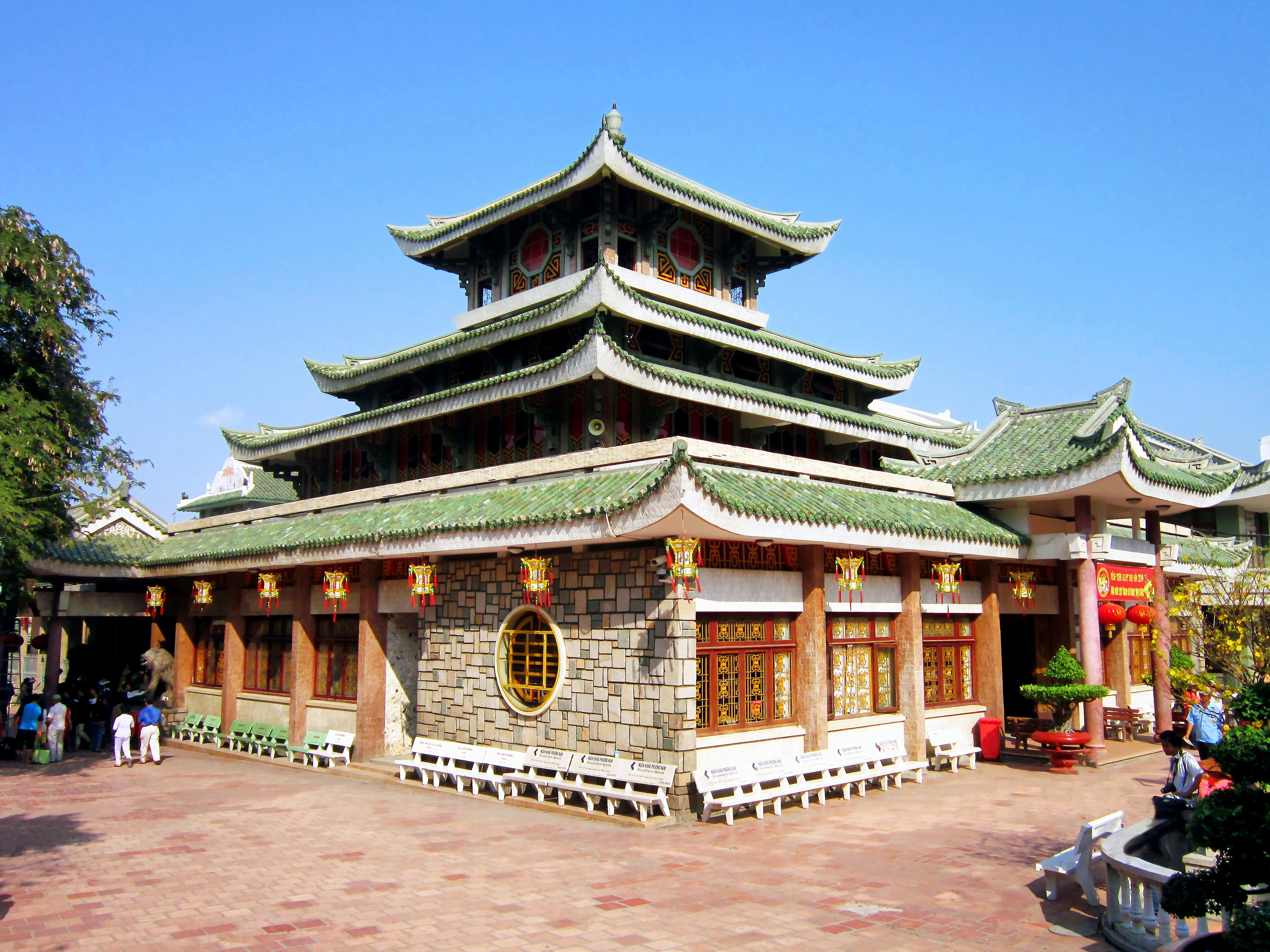
Miếu Bà Chúa Xứ Núi Sam

## Tượng Bà Chúa Xứ Núi Sam

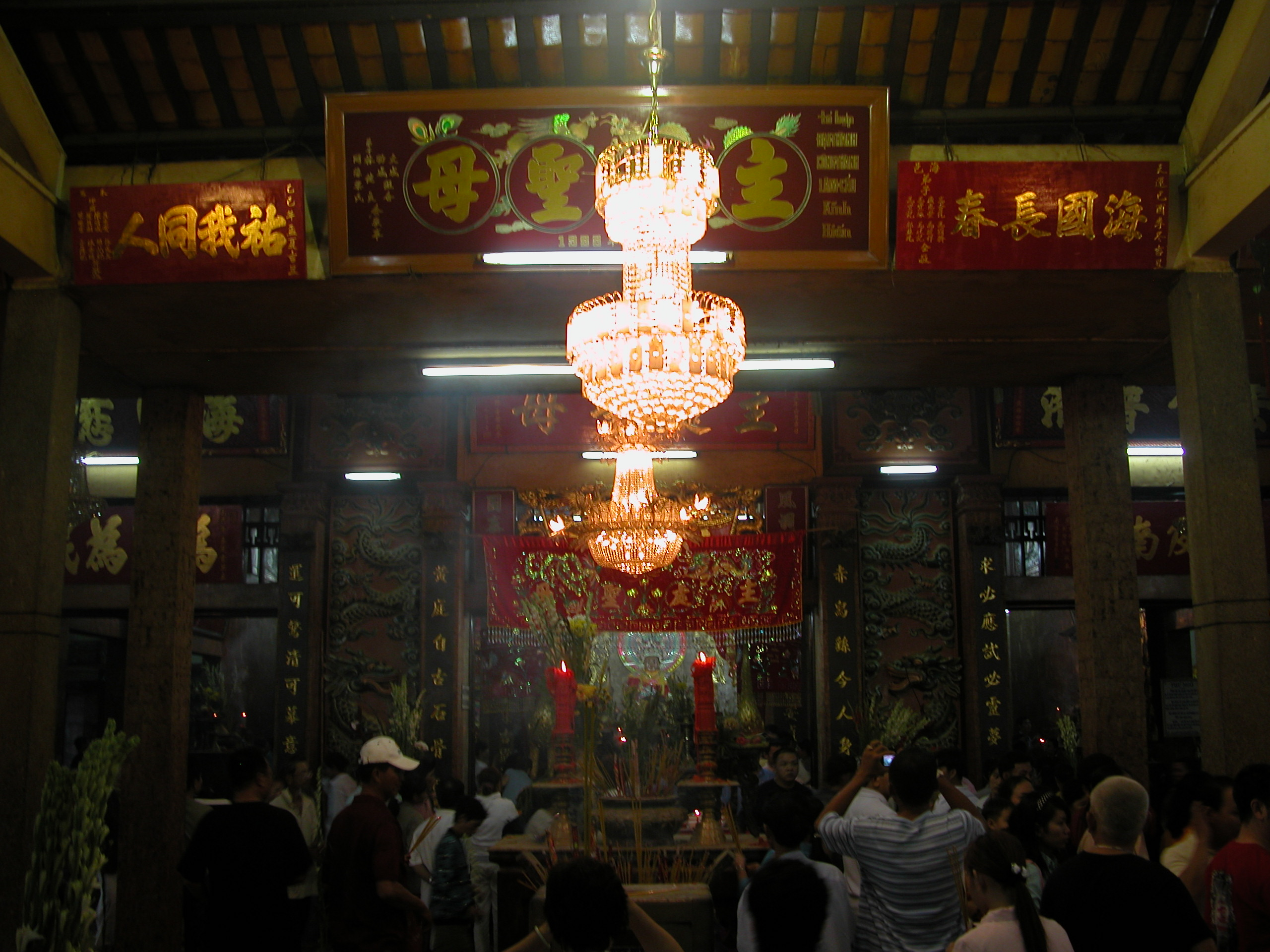
Bên trong Miếu Bà Chúa Xứ Núi Sam

## Việc thờ cúng

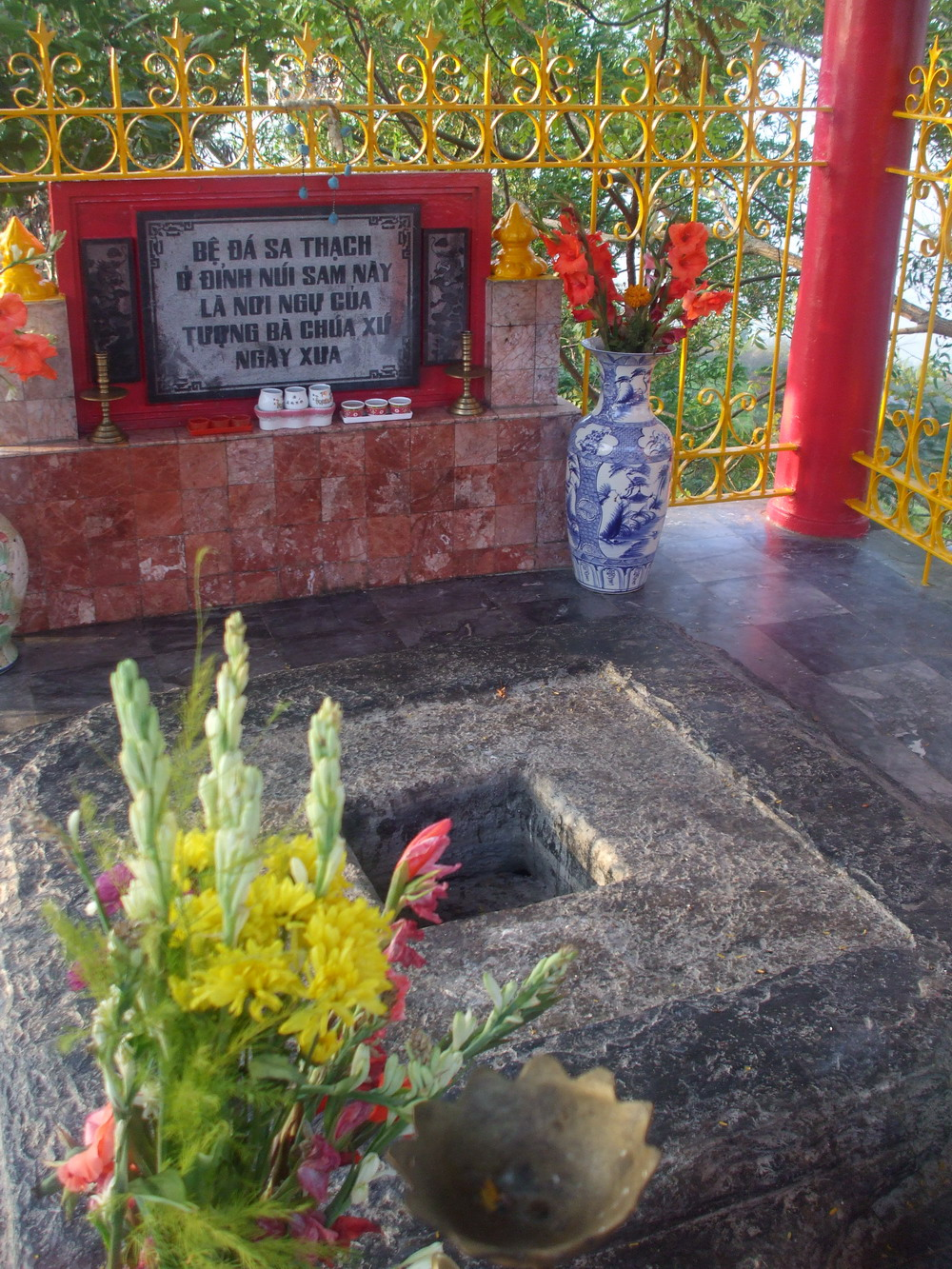
Nơi Bà ngự khi xưa trên đỉnh núi Sam

## Ý nghĩa việc thờ cúng

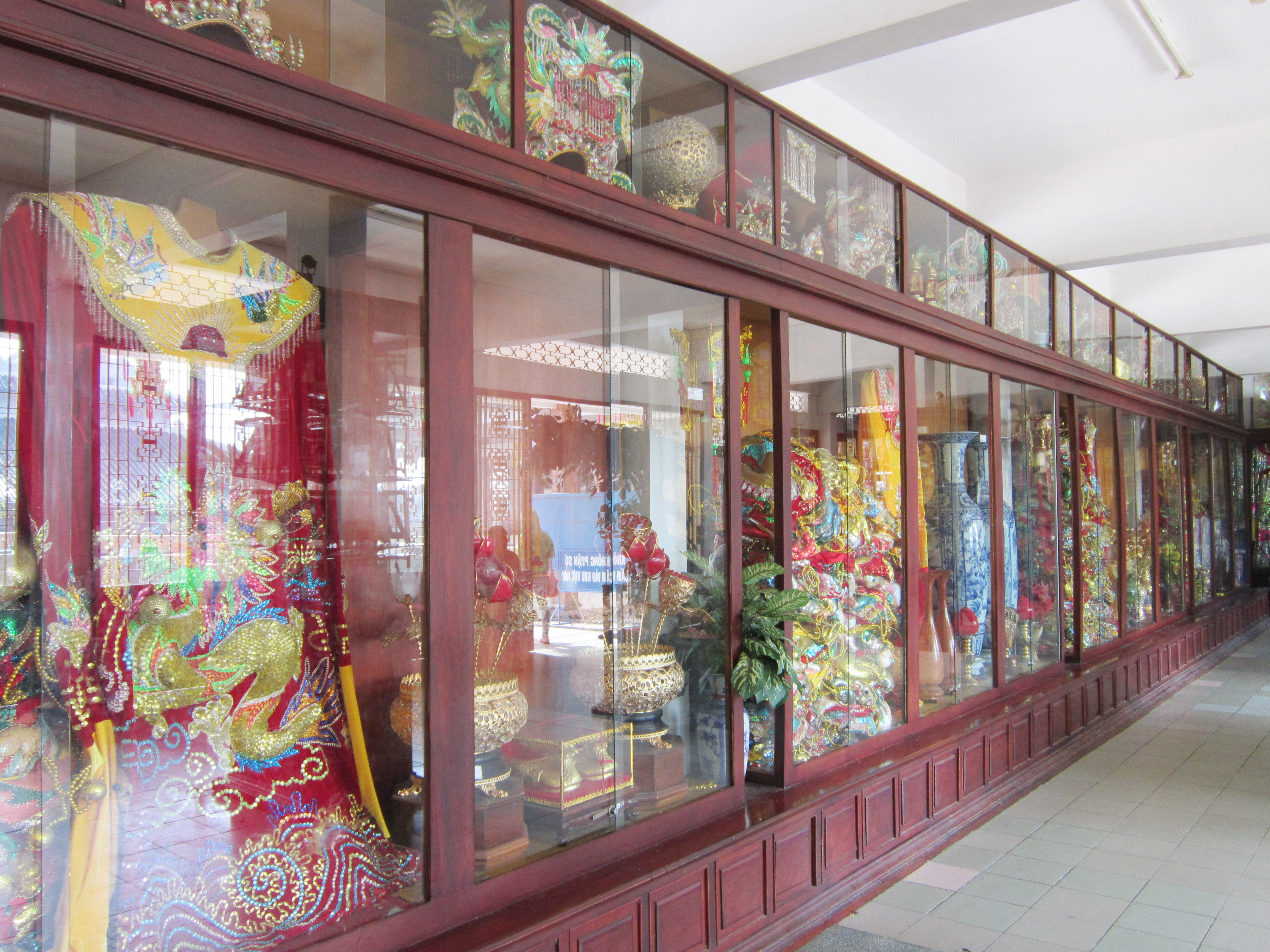
Rất nhiều áo và vật quý do người hiến cúng cho Bà, được trưng bày ở đây. Mấy năm trước, tòa nhà này từng dùng làm trường học.